# Айслип (Нью-Йорк)
Айслип (англ. Islip) — город в округе Саффолк, штат Нью-Йорк, США, расположенный на южном побережье острова Лонг-Айленд. По данным переписи населения 2020 года численность населения города составляла 339 938 человек, что делает его четвёртым по величине городом или тауншипом в метрополии Нью-Йорка. В составе города также входит небольшая, не имеющая статуса юридического лица деревушка Айслип, которая является административным центром.

## История
История основания происходит от поселенца Маттиаса Николл переехавшего в Нью-Йорк из Айслипа в Англии в 1664 году. Его сын Уильям Николл получил королевскую привилегию на землю, ныне входящую в состав Айслипа. Эта территория включала современные Сэйвилль, Грейт-Ривер, Центральный Айслип, Хауппог, Брентвуд и другие районы. Земля была куплена у индейского вождя Уинне-кахиага в 1683 году, в тот же год он был официально учреждён.
К 1710 году жители получили право выбирать местных чиновников. Развитие замедлилось до окончания Войны за независимость, после которой начался рост благодаря судоходству. Железнодорожная линия Long Island Rail Road достигла Айслипа в 1867 году, что способствовало развитию туризма. Многие туристы остались, построив летние дома и Айслип стал популярным пригородом.
После Второй мировой войны население резко возросло — с 71 000 в 1950 году до 280 000 в 1970 году. Быстрый рост продолжался до 1980-х годов.
В 1987 году 430 тонн золы, образовавшейся при сжигании груза судна «Мобро 4000» («мусорного корабля»), были внесены на свалку в Айслип. После этого город запустил экологические программы, такие как Keep Islip Clean и WRAP, став одним из первых в США в области переработки отходов.

## География
Город граничит с Атлантическим океаном на юге, округом Бабилон на западе, городом Смиттаун на севере и городом Брукхейвен на востоке. Через него проходят автомагистраль 231 и  трасса Лонг-Айленд Экспрессвей.

### Климат
Согласно климатической классификации Кеппена, Айслип относится к влажному континентальному климату (Dfa) с некоторым влиянием моря, или к влажному субтропическому климату (Cfa) с температурой ниже -3 °C или 26,6 °F. Он входит в зону зимостойкости 7a Министерства сельского хозяйства США.